# Pavilion Lake
Pavilion Lake är en sjö i Kanada.   Den ligger i provinsen British Columbia, i den södra delen av landet, 3 400 km väster om huvudstaden Ottawa. Pavilion Lake ligger 800 meter över havet. Arean är 2,3 kvadratkilometer. Den sträcker sig 5,2 kilometer i nord-sydlig riktning, och 4,0 kilometer i öst-västlig riktning.
I omgivningarna runt Pavilion Lake växer i huvudsak barrskog. Trakten runt Pavilion Lake är nära nog obefolkad, med mindre än två invånare per kvadratkilometer.